# Comté de Sangamon
Le comté de Sangamon est un comté situé dans l'État de l'Illinois, aux États-Unis. En 2000, sa population est de 188 951 habitants. Son siège est Springfield. Le comté a été formé en 1821 à partir des comtés de comté de Madison et de comté de Bond. Il doit son nom à la rivière Sangamon, qui le traverse.

## Transport
Principaux Axes routiers
- Interstate 55
- Interstate 72
- U.S. Route 36
- Illinois Route 4
- Illinois Route 29
- Illinois Route 54
- Illinois Route 97
- Illinois Route 104
- Illinois Route 124
- Illinois Route 123
- Illinois Route 125